# Feux de joie
Pour les articles homonymes, voir Feu de joie (homonymie).
 (juillet 2025).
Si vous disposez d'ouvrages ou d'articles de référence ou si vous connaissez des sites web de qualité traitant du thème abordé ici, merci de compléter l'article en donnant les références utiles à sa vérifiabilité et en les liant à la section « Notes et références ».
Pour plus de détails, voir Fiche technique et Distribution.
Feux de joie est un film musical français réalisé par Jacques Houssin, sorti en 1939.

## Synopsis
Après leur démobilisation au sein de la fanfare du régiment, un groupe de joyeux lurons repart dans la vie civile. Le hasard faisant bien les choses, quelque temps plus tard ils se retrouvent à la suite d'une circonstance rocambolesque et chacun décide d'abandonner son métier pour reprendre la direction d'un hotel sur la côte d'azur. Raymond est à l'initiative de cette reconversion car ce bien fait partie de son patrimoine.Ayant peu d'argent le groupe descend à bicyclette dans le sud et il fait la connaissance de Micheline en panne de voiture. Une fois l'hôtel remis à neuf, ou presque, il faut trouver une nouvelle clientèle .

## Fiche technique
- Titre : Feux de joie
- Réalisation : Jacques Houssin
- Scénario : André Hornez et Jacques Houssin
- Dialogues : André Hornez
- Photographie : Max Dulac, Willy et Roger Montéran
- Décors : Robert Gys et Henri Ménessier
- Son : Paul Duvergé
- Musique : Paul Misraki
- Montage : Émilienne Nelissen et Jean Pouzet
- Société de production : Florida Films
- Pays d'origine :  France
- Durée : 95 minutes
- Genre : film musical
- Date de sortie : France, 1er février 1939

## Distribution
- René Lefèvre : Roland
- Micheline Cheirel : Micheline
- Ray Ventura : Raymond
- Marcel Vallée  : L'oncle de Micheline
- Mona Goya : Lola
- Raymond Cordy : Jules
- Lucas Gridoux : Xena Héraclès, l'hôtelier concurrent
- Jimmy Gaillard  : Jimmy
- Grégoire Aslan : Coco
- Alice Tissot : Madame Maud, le professeur de français
- André Dassary :
- Sinoël :
- Georges Flateau
- Odette Roger
- Albert Brouett
- Paul Misraki
- Alberta Mansfield : Betty
- Jean Dumontier
- Charblay
- Les Collégiens de Ray Ventura